# Orquestra Sinfônica da Rádio Alemã do Sudoeste
A Orquestra Sinfônica da Rádio Alemã do Sudoeste foi uma orquestra localizada na Alemanha, nas cidades de Baden-Baden e Freiburgo. A primeira apresentação da orquestra aconteceu em 1946.

## Maestros
- François-Xavier Roth (2011–2016)
- Sylvain Cambreling: 1999 – 2011
- Michael Gielen: 1986 – 1999
- Kazimierz Kord: 1980 – 1986
- Ernest Bour: 1964 – 1979
- Hans Rosbaud: 1948 – 1962